# Robert Bär
Robert Bär (* 20. September 1964 in Schlema) ist ein deutscher Musikpädagoge an der Deutschen Schule Helsinki und Träger des Bundesverdienstkreuzes am Bande.

## Leben
Bär studierte Germanistik und Musikerziehung an der Pädagogischen Hochschule Zwickau und erwarb 1989 den Abschluss Diplomlehrer. Danach unterrichtete er für zwei Jahre an der Oberschule Ernst Schneller in Neukirchen/Pleiße, bevor er 1991 als Ortslehrkraft für Deutsch und Musik an die DSH wechselte. 
Robert Bär hat seine Ausbildung zwischen 1997 und 2006 vervollkommnet an der Sibelius-Akademie in Helsinki, an der er neben seiner Arbeit als Lehrer einen Master of Music in Arts Management absolvierte.
Die Schule fördert als Begegnungsschule den kulturellen Austausch zwischen beiden Ländern. 1996 wurde Bär auf den Wettbewerb Jugend musiziert aufmerksam, den er seitdem an der Schule und in immer stärkerem Maße als Hauptverantwortlicher und Geschäftsführer für den Bereich der Deutschen Auslandsschulen in der Region Nord- und Osteuropa mit organisiert. Er ist auch Vertreter der Auslandsschulen im Hauptausschuss des Wettbewerbs. Bis zu seiner Initiative waren nur 18 Auslandsschulen aus dem Mittelmeerraum beteiligt. Er wird dafür auch gelegentlich an auswärtige Schulen abgeordnet. Darüber hinaus stellt er sich als Juror bei örtlichen Wettbewerben zur Verfügung. Er organisiert zudem im Rahmen der Europäischen Union der Musikwettbewerbe für die Jugend (EMCY) Konzertreisen von nationalen Preisträgern in ganz Finnland. Die von ihm geweckte Begeisterung der Schülerinnen und Schüler seiner Schule für Musik, die sich auch in der Existenz von über 30 Schülerbands zeigt, ist so nachhaltig, dass die Schule 2008 eine eigene Musikschule gründete. Die Deutsche Schule Helsinki konnte 2013 beim Bundeswettbewerb Jugend musiziert zwei erste Preise und einen dritten Preis gewinnen.

## Auszeichnungen
- 2000 erhielt er für sein interkulturelles Engagement den finnischen Ulla-Aue-Jugendpreis.[4] Der Preis war mit 20.000 Finnmark dotiert. Die Auszeichnung fand in Anwesenheit der Schirmherrin, der damaligen Bundesjustizministerin Herta Däubler-Gmelin, und des damaligen finnischen Justizministers Johannes Koskinen im November statt.[5]
- 2014 wurde Robert Bär das Bundesverdienstkreuz am Bande verliehen, weil er sich mit seinem großen ehrenamtlichen Engagement an der Deutschen Schule Helsinki und beim Wettbewerb „Jugend musiziert“ in herausragender Weise um die finnisch-deutschen Beziehungen verdient gemacht hat.[6] Die Verleihung durch den Deutschen Botschafter Thomas Götz fand mit zahlreichen Gästen am 26. März 2014 statt.